# Endereço IP virtual
Um endereço IP virtual ou IP virtual (VIP ou VIPA) é um endereço IP que não corresponde a uma interface de rede física real. O seu uso inclui a tradução de endereços de rede (especialmente NAT um para muitos), tolerância a falhas e mobilidade.

## Utilização
Para NAT um-para-muitos, um endereço VIP é informado a partir de um dispositivo NAT (geralmente um roteador), e pacotes de dados de entrada destinados àqueles endereços VIP são roteados para endereços IP reais diferentes (com tradução de endereço). Estes endereços VIP possuem várias variações e cenários de implementação, incluindo Common Address Redundancy Protocol (CARP) e Proxy ARP. Além disso, se houver vários endereços IP reais, pode ser realizado balanceamento de carga como parte do NAT.
Os endereços VIP também são usados para redundância de conexão, fornecendo opções alternativas de failover para uma máquina. Para que isso funcione, o host precisa executar um protocolo de gateway interno, como o Open Shortest Path First (OSPF), e aparecer como um roteador para o restante da rede. Ele anuncia links virtuais conectados através de si mesmo a todas as suas interfaces de rede atuais. Se uma interface de rede falhar, a reconversão normal da topologia OSPF fará com que o tráfego seja enviado através de outra interface.
O endereço VIP pode ser usado para fornecer mobilidade quase ilimitada. Por exemplo, se um aplicativo tiver um endereço IP em uma sub-rede física, esse aplicativo só poderá ser movido para um host na mesma sub-rede. Os endereços VIP podem ser anunciados em sua própria sub-rede, para que seu aplicativo possa ser movido para qualquer lugar na rede acessível sem alterar endereços.